# 토미카히어로 레스큐포스
토미카히어로 레스큐포스(トミカヒーロー レスキューフォース 토미카히이로오레스큐우훠어스[*])는 2008년 4월 5일부터 2009년 3월 21일까지 TV 아이치 계열에서 방영된 미쓰이에서 제작된 구조 대원 특촬물 액션 드라마다. 대한민국에서는 재능 TV를 통해 출동! 레스큐포스라는 이름으로 방영되었다.

## 출연

### 조연 및 주조연
- 토도로키 히카루 / R1 : 이즈카 켄타
- 진라이 쿄스케 / R2 : 노구치 세이고
- 코즈키 레이 / R3 : 하루노
- 시라키 쥬리 / R4 : 하세가와 에미
- 이시구로 에이지 / R5 : 이와나가 히로아키
- 사령관 : 하야미 유우
- 오부치 / 다엔 / A.I 다엔 (목소리) : 와다 케이이치
- 마루 (목소리) : 쿠로짱
- 산 (목소리) : 단초
- 시카 (목소리) : 히어로
- 마엔 / 다크 커멘더 (목소리) : 사이토 치와
- 코어 스트라이커 / 코어 세이버 / 레스큐 커멘더 (목소리) : 나카야마 다이고
- 바츠 : 사키 케이코
- 나레이터 : 오가타 분코
- 사에키 분지 : 하루미 시호
- 나오미 오카무라 : 시라이 사유리
- 칸자키 리츠코 : 와타나베 나오코

### 한국판 성우
- 라이트 / R1 : 전광주
- 카이 / R2 : 엄상현
- 레이 / R3 : 안영아
- 쥬리 / R4 : 서지연
- 에이지 / R5 : 이원찬
- 사령관 / 마엔 : 한경화
- 다엔 / 그레이 : 곽윤상
- 아이언 : 박신희
- 실베로토 : 홍진욱
- 시카 : 하성용

## 레스큐 비클

### 레스큐 스트라이커
- 드릴 스트라이커
- 쇼벨 스트라이커
- 라이져 스트라이커
- 터보 스트라이커
- 도져 스트라이커
- 갓 스트라이커
- 그레이트 갓 스트라이커

### 레스큐 세이버
- 라이져 세이버
- 쇼벨 세이버
- 드릴 세이버
- 터보 세이버
- 도져 세이버

### 레스큐 다이버
- 제트 비클 모드
- 라이져 다이버
- 쇼벨 다이버
- 드릴 다이버
- 터보 다이버
- 도져 다이버

### 슈퍼 레스큐 맥스
레스큐 스트라이커와 레스큐 다이버를 합체하여 만든 강력한 로봇이다. 드릴 부스터로 강력하게 진압을 한다.
- 슈퍼 레스큐 맥스 크레인

### 레스큐 맥스
레스큐 스트라이커와 레스큐 세이버를 합체하여 만든 강력한 로봇이다. 맥스 캐논로 강력하게 진압을 한다.
- 레스큐 맥스 드릴 도져

### 제로 파이어
컨테이너의 중형 비클들이 탑재되므로, 강력하게 비클들을 힘을 합쳐서 재난을 없앤다.

### 미디엄 사이드 레스큐 비클
- 레스큐 라이져
- 레스큐 쇼벨
- 레스큐 드릴
- 레스큐 터보
- 레스큐 도져
- 레스큐 크레인

### 스몰 사이드 레스큐 비클
- 코어 스트라이커 (닛산 페어레이디 Z)
- 코어 스트라이커 맥스 (닛산 페어레이디 Z)
- 코어 에이더 (닛산 파라메딕)
- 웨이브 서치
- 파워 서치
- 코어 세이버 (닛산 X-트레일)
- 코어 서치 (닛산 노트)
- 코어 스트라이커 파이어 (닛산 페어레이디 Z)
- 코어 스트라이커 캡틴 (닛산 페어레이디 Z)

## 레스큐 무기

### 레스큐 커맨더
레스큐 커맨더로 카드를 인식시켜 구조 작업을 할 수 있다.

### 맥스 커맨더
R1과 힙을 합쳐서 착용하는 R1 맥스 커맨더.

### 레스큐 카드
- 레스큐 카드는 레스큐 슈트를 장착을 빌드 업을, R1 맥스를 창작을 맥스 업이라고 불렀다.
- 마티스 임팩트
- 웨얼 임팩트
- 드릴 임팩트
- 시스템 업
- 하이퍼 업
- 맥스 하이퍼 업
- 오픈 업
- 레스큐 피닉스
- 레스큐 스트라이커
- 레스큐 세이버
- 레스큐 다이버
- 제로 파이어
- 레스큐 라이져
- 레스큐 쇼벨
- 레스큐 드릴
- 레스큐 터보
- 레스큐 도져
- 레스큐 크레인
- 코어 스트라이커
- 코어 스트라이커 맥스
- 코어 에이더
- 웨이브 서치
- 파워 서치
- 코어 세이버
- 코어 다이버
- 코어 서치
- 코어 스트라이커 캡틴
- 워터 캐논
- 플래쉬 캐논
- 플래쉬 드릴
- 라이져 스플래쉬
- 쇼벨 크래쉬
- 드릴 부스터
- 터보 토네이도
- 도져 드라이브
- 맥스 캐논
- 프리징 캐논
- 맥스 블래스터
- 드릴 블래스터
- 슈퍼 맥스 블래스터

### 레스큐 브레이커
- 브레이크 헤머
- 브레이크 엑스
- 브레이크 픽크
- 브레이크 핸드
- 브레이크 드릴
- 브레이크 쇼트
- 브레이크 로프

### 레스큐 크래셔
- 마티스 모드
- 드릴 모드
- 드릴 크래셔
- 호엘 모드

### 맥스 디바이더
- 디바이더 모드 : 디바이더 모드 종류에는 다 있다. 소닉 디바이더, 아쿠아 디바이더, 프레임 디바이더도 있다.
- 드릴 모드
- 소드 모드

### 레스큐 잼버
- 헤켄 모드
- 제브린 모드